# Diocèse de Meaux
Le diocèse de Meaux (en latin : Dioecesis Meldensis) est un diocèse de l'Église catholique en France, suffragant de l'archidiocèse métropolitain de Paris. Érigé au IVe siècle, il est un des diocèses historiques d'Île-de-France. Il couvre le département de Seine-et-Marne. Jean-Yves Nahmias en est l'évêque depuis 2012, soutenu dans cette charge par un évêque auxiliaire, Guillaume de Lisle, depuis 2021.

## Caractéristiques
Selon la Conférence des évêques de France, le diocèse compte 1 428 636 habitants et 119 prêtres en activité, dont 32 prêtres incardinés (2023).
En 2023, 400 adultes et adolescents ont été baptisés, dont 172 adultes, contre environ 130 en 2022. Ces chiffres témoignent du « dynamisme du diocèse de Meaux ». L'évêque, Jean-Yves Nahmias voit en particulier « les jeunes générations frapper à la porte de l’Église ».
En 2023 également, 16 séminaristes sont en formation pour devenir prêtres. La même année un prêtre et trois diacres en vue du sacerdoce ont été ordonné.
La cathédrale du diocèse est Saint-Étienne de Meaux, dédiée au diacre et martyr Étienne qui est le saint patron du diocèse. La construction de l'actuelle cathédrale a commencée vers le 12e siècle.
Le plus célèbre pèlerinage a été, jusqu’à la fin de l’Ancien Régime, celui de Saint-Fiacre en Brie.
Le diocèse a été illustré par saint Faron au VIe siècle et par Bossuet au XVIIe siècle. Il fait partie de la province ecclésiastique de Paris.
Actuellement, les 551 paroisses du diocèse sont réparties en 19 « pôles missionnaires » :
Dammartin en Goële, Lizy-La-Ferté, Rive de l'Ourcq, Chelles, Bussy-Lagny, Provins, Noisiel, Val d'Europe, Meaux, Coulommiers, Ferté sous Jouarre, Provins, Mormant, Pontault Combault, Brie Comte Robert, Melun, Montereau Fault Yonne, Fontainebleau, Nemours.
Financé exclusivement par des dons, le diocèse déplore un manque de 400 000 euros en 2020 et de 800 000 euros en 2022.

## Histoire

### Ancien diocèse
Le diocèse de Meaux est érigé au IVe siècle. Le premier évêque attesté est Médovée qui participa, en 549, au cinquième concile d'Orléans.
Le territoire de l'ancien diocèse correspondait à la cité gauloise des Meldes et, selon la tradition, l'évangile y a été prêché par des disciples de saint Denis.
À partir du 11e siècle, des religieux se posent en rivaux de l’évêque, surtout lorsqu’ils ont réussi à obtenir l’exemption de sa juridiction. C'est le cas, notamment, de l'abbaye féminine de Jouarre.
Le 12e siècle a vu des luttes féroces opposant l’évêque et le comte de Champagne qui a même fait assiéger le palais épiscopal. Le fait, qu'aucune pièce de monnaie épiscopale n’a été conservée pour le 13e siècle montre la perte d'importance conséquente du siège épiscopal.
Depuis 1622, le diocèse est suffragant de l'archidiocèse métropolitain de Paris.
À la veille de la Révolution française, le diocèse de Meaux confinait avec ceux de Senlis, de Soissons et de Troyes ainsi que les archidiocèses de Sens et de Paris. Il était divisé en deux archidiaconés : celui de France et celui de Brie. Larchidiaconé de France contenait les doyennés de Claye, Dammartin-en-Goële, Nanteuil-le-Haudouin, Acy-en-Multien et Gandelu. Larchidiaconé de Brie comprenait les doyennés de Crécy-la-Chapelle, Rozay-en-Brie, Coulommiers, La Ferté-sous-Jouarre et La Ferté-Gaucher.

### Nouveau diocèse

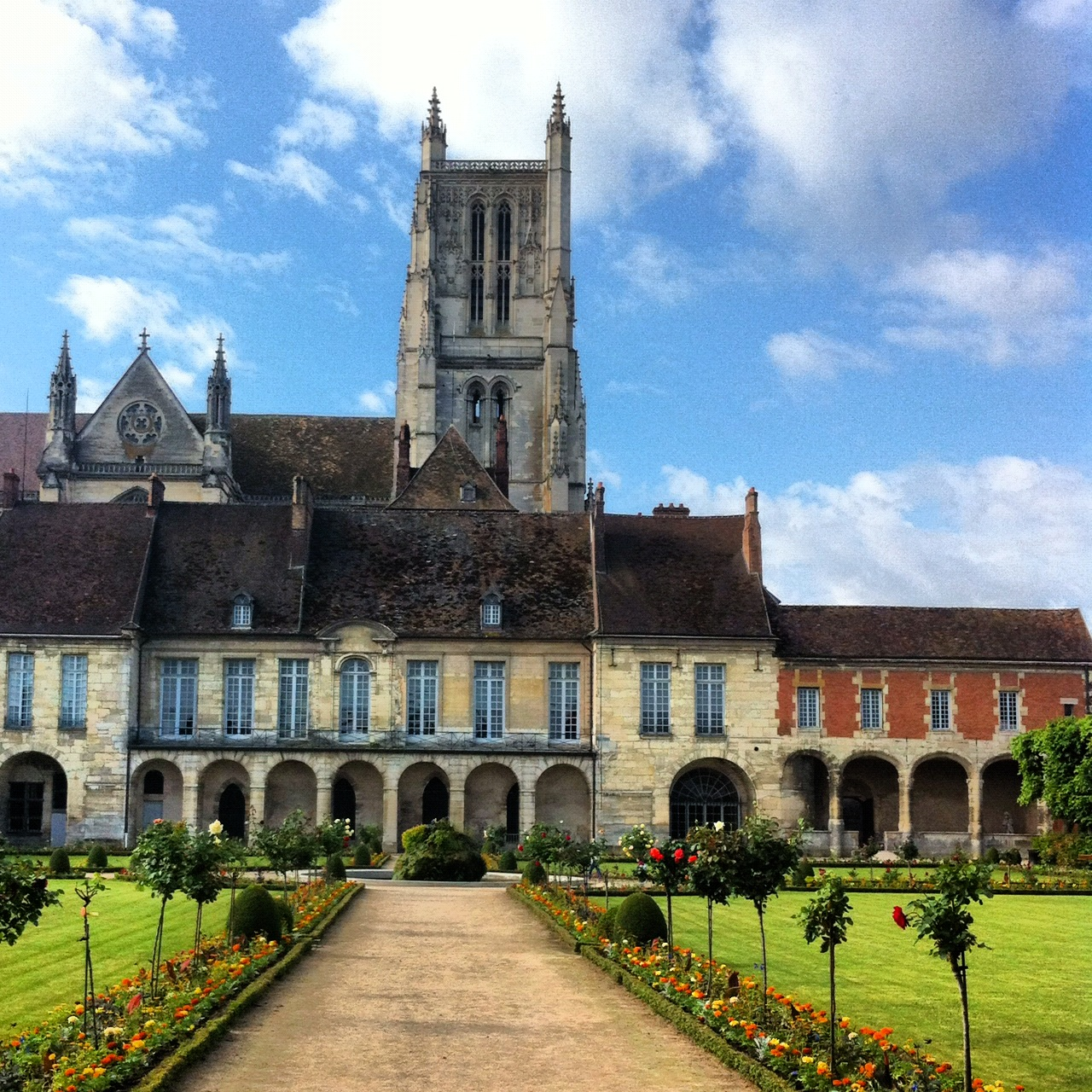
L'évêché et la cathédrale.

Lors du concordat de 1801, le territoire du diocèse fut considérablement agrandi afin de correspondre aux départements de la Marne et de Seine-et-Marne ; le diocèse de Châlons et l'archidiocèse de Reims furent supprimés.
À partir de 1822, le diocèse de Meaux se limita au département de Seine-et-Marne, car l'archidiocèse de Reims et le diocèse de Châlons furent rétablis.
Auguste Allou, évêque à partir de 1839, gouverna le diocèse pendant 45 ans.
Pendant la Première guerre mondiale, Emmanuel Marbeau marqua l'histoire du diocèse ; il reste dans la mémoire comme l'« évêque de la Marne »,.
Le projet de Louis Kuehn, évêque de 1974 à 1986, de départir le diocèse entre Melun et Meaux n'aboutit pas.
Depuis 2012, Jean-Yves Nahmias est l'évêque de Meaux. En 2021, Guillaume de Lisle a été ordonné évêque pour exercer la charger d'évêque auxiliaire.
Depuis 2023, le projet de la construction de deux églises est en cours, à Chelles et à Serris. À Serris, la future église pourra accueillir 900 fidèles et une école attenante accueillera 1 500 élèves de la maternelle au BTS.

## Congrégations et communautés
Des bénédictines sont présentes dans Abbaye Notre-Dame de Jouarre, dans Abbaye de Faremoutiers et au Monastère Saint Joseph. L'Ordre du Carmel est représenté à Meaux et à Avon. À Nemours se trouve un monastère des Sœurs de Bethléem, de l’Assomption de la Vierge et de Saint Bruno. Il y a des dépendances des Frères Missionnaires des Campagnes, de la Communauté Saint-Martin, des Pallotins du Cameroun et d'autres communautés.